# Victorio Trez
Victorio Trez (Guaporé, 18 de novembro de 1918 - Caxias do Sul, 19 de junho de 2004) foi um político brasileiro, prefeito de Caxias do Sul em dois mandatos (1969-1972 e 1983-1988), presidente da Federação das Associações de Municípios do Rio Grande do Sul (1987-1988), duas vezes deputado estadual (1974-1977 e 1978-1982) e presidente do Conselho Fiscal do Banrisul.
Como prefeito destacam-se as obras da usina de reciclagem de resíduos, que ao final de seu segundo mandato processava 68% do lixo domiciliar, o início da construção do sistema de represas Faxinal, a ampliação da rede de esgoto sanitário e do aeroporto, a criação da Secretaria Municipal de Saúde e a promulgação de uma lei para a implantação do Sistema Unificado e Descentralizado de Saúde, e a implantação do serviço de telex. Em seu período como deputado foi duas vezes 1º secretário da Mesa Diretora (1977-1978 e 1979-1980) e participou de uma Comissão Especial da Assembleia Legislativa para estudar problemas relativos à pesca no estado.